# Понтиан из Сполето

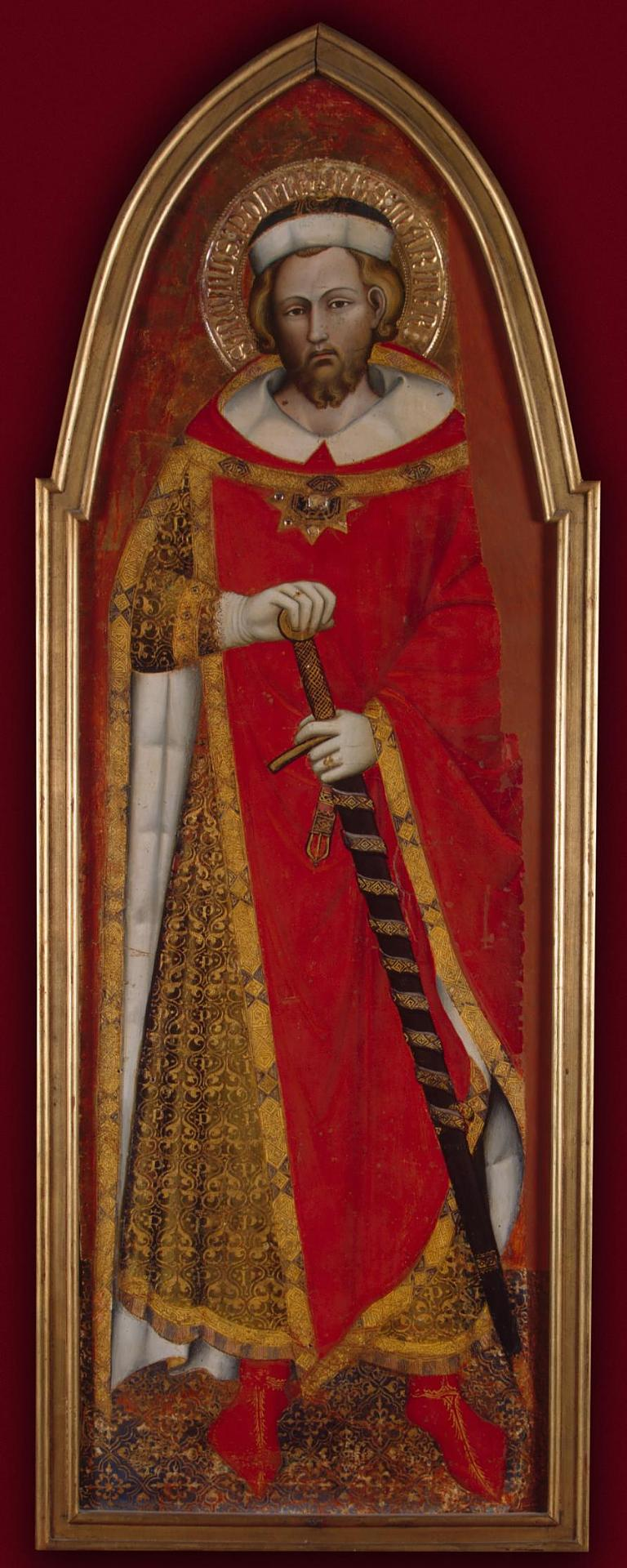
Понтиан из Сполето

Понтиан (погиб в 169 году или в 175 году) — святой мученик из Сполето. Дни памяти — 14 января, 19 января.
Святой Понтиан пострадал во времена правления Марка Аврелия. Молодому дворянину было видение Господа, согласно которому он должен был следовать за Ним. Он оказался на суде, который вершил Фабиан. Св.Понтиану было велено отправиться в ров со львами, но они стали к нему ласкаться. Затем его заставили ходить по углям, но он выдержал и это испытание.Ему перестали давать воду и пищу, но ангелы Господни снабжали его.
Затем его отвели на Кровавый мост (Ponte Sanguinario) и обезглавили там. Тотчас случилось землетрясение, но больших разрушений не было, сообразно преданию Spoleto tremerà ma non crollerà. С тех пор святой считается покровителем при землетрясениях. На холме Чичиано (Ciciano) в момент падения его св. главы не землю из неё забил источник.
В 966 году епископ Утрехта Бальдерик по повелению кайзера Отто I перенёс мощи святого домой и поместил их в городском соборе (Dom van Utrecht). С тех пор святой Понтиан считается небесным покровителем города. Во времена реформации заботу о мощах взяла на себя старокатолическая церковь.
В 1994 году архиепископ старо-католической церкви Антониус Ян Глаземакер вернул часть мощей в епархию Сполето. Это событие стало большим праздником, говорили, что св.Понтиан возвратился домой после тысячи лет изгнания. Часть мощей св. Понтиана осталась в Утрехте, в собор святой Гертруды (Sint-Gertrudiskathedraal).
Ему посвящена одна из колонн на площади святого Петра в Риме.